# Jean Guillaume Lugol

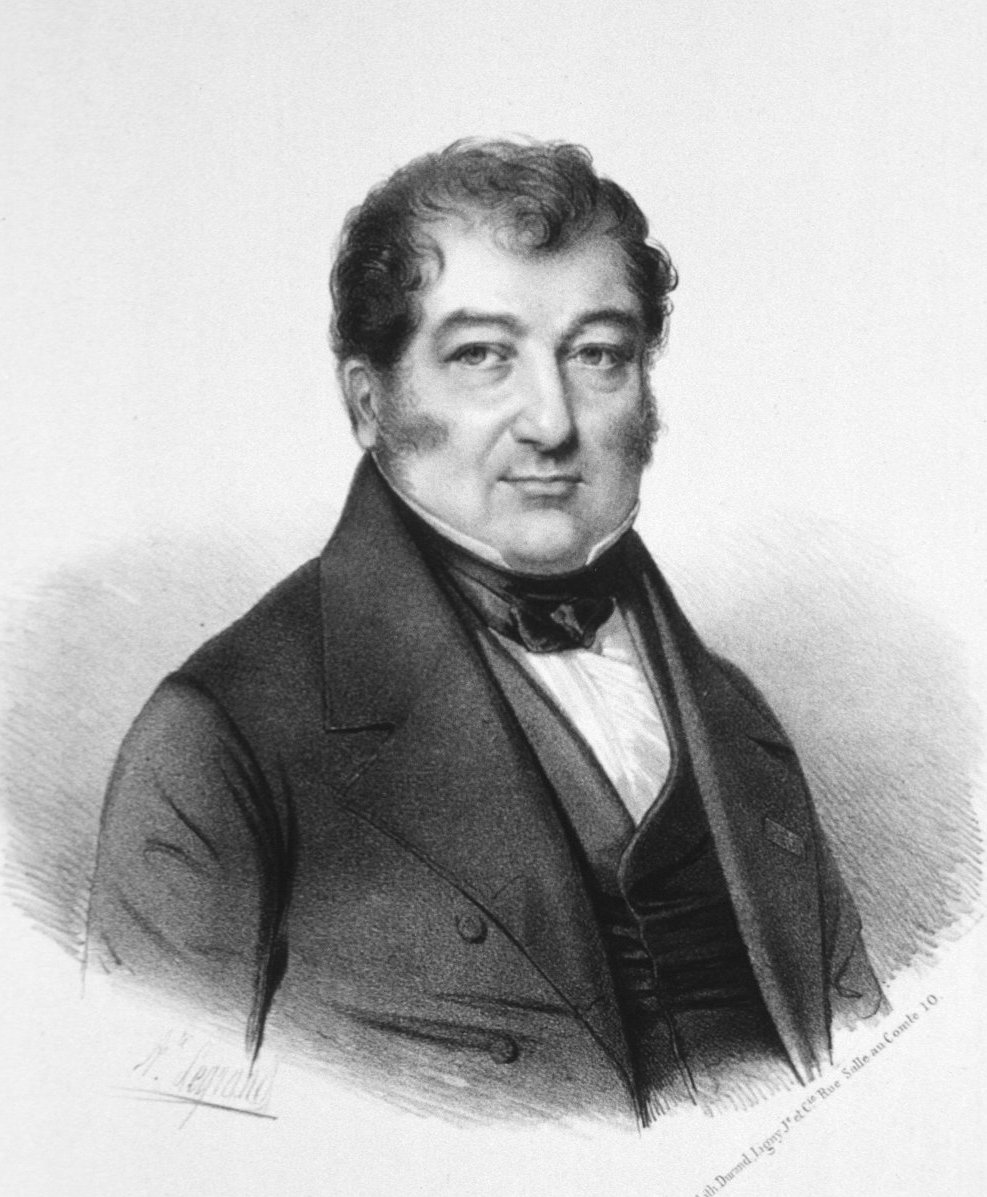
Jean Guillaume Auguste Lugol

Jean Guillaume Auguste Lugol (* 18. August 1786 in Montauban; † 16. September 1851 in Neuilly-sur-Seine) war ein französischer Arzt.

## Leben und Werk
Lugol studierte Medizin in Paris und bestand sein Examen 1812. Von 1819 bis zu seiner Pensionierung war er Arzt am Hôpital Saint-Louis. Er beschäftigte sich vor allem mit der Tuberkulose und der Skrofulose. Nach ihm benannt ist die zur Desinfektion und zum Stärkenachweis verwendbare Lugolsche Lösung.

## Quelle
- B.G. Firkin & J.A.Whitworth (1987). Dictionary of Medical Eponyms. Parthenon Publishing. ISBN 1-85070-333-7